# Opération Hawthorne
 (janvier 2022).
Si vous disposez d'ouvrages ou d'articles de référence ou si vous connaissez des sites web de qualité traitant du thème abordé ici, merci de compléter l'article en donnant les références utiles à sa vérifiabilité et en les liant à la section « Notes et références ».
Guerre du Viêt Nam
Batailles
L'opération Hawthorne a eu lieu pendant la Guerre du Vietnam près du village de Toumorong, dans la province de Kon Tum, au sud du Vietnam, du 2 au 21 juin 1966.
Les hauts plateaux du centre, dans le 2e corps d'armée, masquaient des routes d'approvisionnement cruciales pour transporter des munitions et un soutien aux opérations de l'Armée populaire du Vietnam (PAVN) et du Viet Cong (VC) plus au sud (ces deux composantes étant les ennemis des forces US et de la République du Vietnam-ARVN) et au général de COMUSMACV William Westmoreland, visant à contester toute incursion dans la région. Dans la province de Kon tum, les troupes PAVN / VC ont profité des pluies de mousson pour lancer une offensive majeure.

## Déroulement de l'opération
Le 3 juin, des éléments du 42e régiment de l'ARVN (alliés des troupes américaines) se sont déplacés vers le nord par la route de Đắk Tô à Toumorong, tandis que le 1er bataillon du 327e régiment d'infanterie US était déployé par hélicoptère pour bloquer les positions au nord et à l'est de Toumorong. Le 6 juin, la garnison de Toumorong est relevée et retirée tandis que le 1 / 327th avec sa Company A  et le 2nd Battalion du 502nd Infantry Regiment et la Battery B du 2nd Battalion du 320th Artillery Regiment restent à Toumorong et dans les environs.
À 2 h 15 le 7 juin, un bataillon PAVN menace d'attaquer les positions 2 / 502e (infanterie) et 2 / 320e (artillerie). L'assaut initial est repoussé mais le PAVN fait deux autres assauts et les combats se poursuivent jusqu'à 9 h 00 lorsque le PAVN est repoussé grâce au soutien aérien et d'artillerie. 
À 7 h 00 le 7 juin, le reste du 2 / 502nd est engagé dans la bataille et tombe dans une zone d'atterrissage au nord-ouest de la zone de bataille. À 13 h 00, la compagnie A engage une unité PAVN. Ce combat se transforme en une bataille rangée qui dure jusqu'à la tombée de la nuit. Les pertes du PAVN pour la journée sont de 77 morts.
Le 8 juin, le 1 / 327e poursuit les forces du PAVN pendant leur retraite au nord-ouest, tuant 31 PAVN.
Dans l'après-midi du 9 juin, la compagnie C, 2 / 502nd engage un bataillon PAVN au nord-ouest de Toumorong (14.814° N 107.906° E), la compagnie B se déplace pour aider la compagnie C lorsqu'elle était également attaquée par un autre bataillon PAVN (14.836° N 107,92° E). La compagnie C 2 / 502nd est piégée dans un lieu entouré de PAVN sur 3 côtés en contact étroit et menaçant de dépasser leur position. Alors que le soutien aérien arrive au-dessus de leurs têtes, le commandant de la Compagnie C, le capitaine Bill Carpenter, envoie par radio au contrôleur aérien avancé en orbite au-dessus d'eux : « Posez-le juste au-dessus de nous ... ils nous envahissent, nous pourrions aussi bien en prendre certains ». Les deux F-4C en orbite largue du napalm qui frappe à l'intérieur et à l'extérieur du périmètre de la compagnie, interrompant ainsi l'attaque PAVN. D'autres frappes aériennes ont ensuite frappé l'extérieur du périmètre de la compagnie. Par la suite, la compagnie A 2 / 502nd et la compagnie A 1 / 327th ont été envoyées pour soulager la compagnie C 2 / 502nd. La compagnie A 1 / 327th a engagé une compagnie PAVN à 21 h 50 , le 1er bataillon et le 5e régiment de cavalerie ont rejoint la compagnie B à 22 h 15 et ont constitué une nouvelle position défensive tandis que la compagnie A 2 / 502nd finit par rejoindre la compagnie C à 23 h 30.
Le 10 juin, les compagnies A et C 2 / 502nd et les compagnies B 2 / 502nd et 1/5 de cavalerie défendent leurs positions respectives tandis que la compagnie C 1 / 327th est envoyée pour aider la compagnie A 1 / 327th alors qu'elle engage un peloton PAVN estimé (14,806°N 107,90° E). Plus tard dans la journée, 15 B-52 ont largué 270 tonnes de bombes sur des positions présumées du PAVN.
Le 11 juin, les unités américaines tentent de se retirer du contact avec le PAVN alors que les tactiques de serrement du PAVN réduisent l'efficacité du soutien aérien et d'artillerie américain. Lorsque la Compagnie A 1 / 327th se retire, elle se heurte à un bataillon PAVN retranché et ne peut se désengager qu'avec l'aide d'un appui aérien rapproché et de tirs d'artillerie. L'après-midi du 11e, les compagnies A et C 2 / 502nd sont renvoyées à Đắk Tô.
À 8h00 le 13 juin, les B-52 largue 432 tonnes de bombes sur la zone des combats des 9 et 10 juin, les troupes américaines sont rapidement transportées par hélicoptère dans la zone bombardée et signalent que l'attaque a été très efficace. Elles capturent plusieurs PAVN hagards. Après l'attaque des B-52, un contact minimal a été établi avec le PAVN jusqu'à la fin de l'opération le 21 juin.

## Pertes humaines
Les pertes américaines ont été de 48 tués et 239 blessés, les pertes ARVN ont été de 10 tués et 29 blessés. Le commandement US / ARVN affirme que les pertes PAVN ont été de 479 tués (décompte des corps), 209 tués par des avions dont 52 ont été dénombrés, plus environ 506 tués supplémentaires, 21 PAVN / VC ont été capturés.